# Anaissus anandra
Anaissus anandra là một loài bọ cánh cứng trong họ Elateridae. Loài này được Calder miêu tả khoa học năm 1978.